# أحمد مانع النوبي
أحمد مانع جمعان النوبي (أحمد مانع النوبي؛ مواليد 9 أبريل 1988) هو لاعب كرة قدم عماني، يشغل مركز لاعب وسط هجومي، ويمثل حاليًا نادي ظفار في الدوري العماني للمحترفين، إضافةً إلى منتخب عمان لكرة القدم.

## مسيرته مع الأندية
بدأ أحمد مسيرته في صفوف فرق الشباب بنادي ظفار، قبل أن يشارك مع الفريق الأول منذ 2006 وحتى 2014. في 7 يونيو 2014، وقع عقدًا لمدة عام مع نادي النصر الغريم التقليدي لناديه السابق.

### إحصاءات الأندية
| النادي    | الموسم  | الدوري                   | مباريات (دوري) | أهداف | مباريات (كأس) | أهداف | مباريات (قارية) | أهداف | مباريات (أخرى) | أهداف | المجموع |   |    |
| --------- | ------- | ------------------------ | -------------- | ----- | ------------- | ----- | --------------- | ----- | -------------- | ----- | ------- | - | -- |
| نادي ظفار | 2009–10 | الدوري العماني للمحترفين | –              | 1     | 2             | 0     | –               | 0     | –              | 0     | 3       |   |    |
| نادي ظفار | 2010–11 | الدوري العماني للمحترفين | –              | 1     | 0             | 0     | –               | 0     | –              | 0     | 1       |   |    |
| نادي ظفار | 2011–12 | الدوري العماني للمحترفين | –              | 1     | 1             | 0     | –               | 0     | –              | 0     | 2       |   |    |
| نادي ظفار | 2012–13 | الدوري العماني للمحترفين | –              | 2     | 1             | 5     | 1               | –     | 0              | –     | 4       |   |    |
| نادي ظفار | 2013–14 | الدوري العماني للمحترفين | –              | 5     | 1             | 0     | 0               | –     | 0              | –     | 6       |   |    |
| نادي ظفار | المجموع | المجموع                  | المجموع        | –     | 10            | –     | 5               | 5     | 1              | –     | 0       | – | 16 |

## مسيرته الدولية
تم استدعاؤه لأول مرة لتمثيل منتخب عمان لكرة القدم عام 2007، وشارك لأول مرة في 26 مارس 2008 ضد منتخب تايلاند لكرة القدم ضمن تصفيات كأس العالم 2010. شارك أيضًا في تصفيات كأس آسيا 2011 وكأس الخليج العربي في نسخته الـ19.

### هدفه الدولي مع عمان
| رقم | التاريخ      | الملعب                              | المنافس                | النتيجة | النتيجة النهائية | المنافسة    |
| --- | ------------ | ----------------------------------- | ---------------------- | ------- | ---------------- | ----------- |
| 1   | 18 مايو 2010 | ملعب علي محسن المريسي، صنعاء، اليمن | منتخب اليمن لكرة القدم | 1–0     | 1–0              | مباراة ودية |

## حياته الشخصية
يُعرف أحمد مانع بشخصيته الهادئة وروحه الجماعية داخل وخارج الملعب. خارج كرة القدم، يهتم بمتابعة الكرة الأوروبية ويشارك أحيانًا في أنشطة اجتماعية لدعم المواهب الشابة. يُعتبر قدوة في الالتزام والانضباط بين زملائه.

## الألقاب
مع نادي ظفار
- الدوري العماني: وصيف (2007–08، 2008–09، 2009–10)
- كأس السلطان: 2006، 2011؛ وصيف 2009
- كأس الاتحاد العماني: 2012
- كأس السوبر العماني: وصيف 2012

مع المنتخب الوطني
- كأس الخليج العربي: 2009

## روابط خارجية
- Ahmed AL NOOBI – سجل منافسات الفيفا
- Ahmed Manaa  على سكروي
- أحمد مانع في موقع Goal